# 이토이가와-시즈오카 구조선

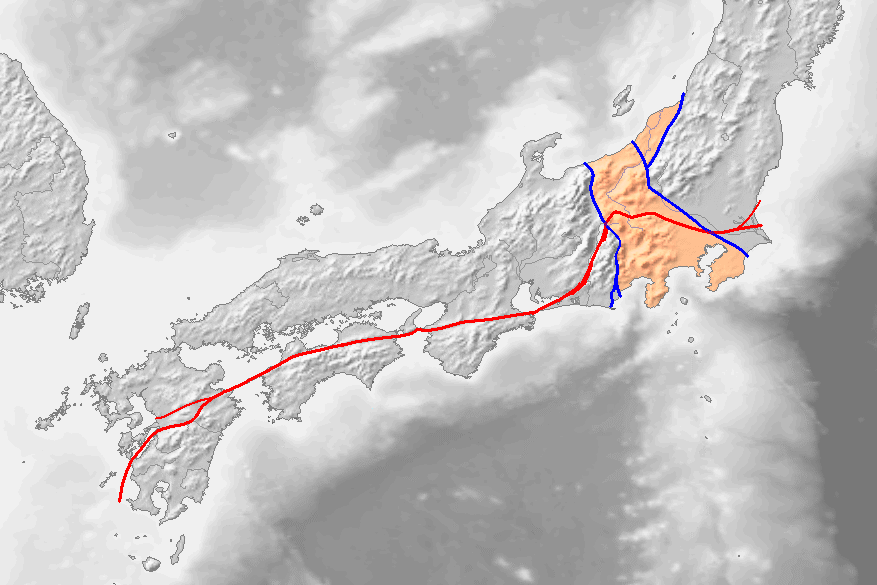
좌측의 청색 선이 이토이가와 시즈오카 구조선

이토이가와-시즈오카 구조선(일본어: 糸魚川静岡構造線)은 오야시라즈(이토이가와시)에서 스와호를 거쳐, 아베강(시즈오카시)까지의 대단층선이다. 줄여서 이토-시즈 선(糸静線) 또는 ISTL(Itoigawa-Shizuoka Tectonic Line)이라고 한다.

## 명칭
1918년, 도호쿠 대학의 지질학자이자 고생물학자였던 야베 히사카쓰가 제창했다.
종종 주오 지구대와 혼동되지만, 이토이가와-시즈오카 구조선은 주오 지구대의 서변을 뜻할 뿐이다. 주오 지구대는 이토-시즈 선에서 동쪽으로 넓게 펼쳐진 지구대, 즉 ‘선’(線)이 아닌 ‘면’(面)이다.

## 특징
이토이가와-시즈오카 구조선을 따라서 일본 알프스가 형성되어 있다. 생태계는 이토-시즈 선을 경계로 크게 달라지며, 동측을 동일본, 서측을 서일본이라고도 한다. 이토이가와-시즈오카 구조선 변에는 시로우마 산, 노리쿠라 산, 아카이시 산, 미노부 산 등이 줄지어 있다.
동해 측의 동서 경계선은 니가타현과 도야마현의 경계 부근에 위치한 오야시라즈이며, 내륙 측의 동서 경계선은 스와호이다. 단 태평양 측의 경우는 ‘이토이가와-시즈오카’라는 명칭처럼 아베강을 말하지만, 후지강이나 오이강(시마다시) 등을 주장하는 설도 있다.

## 같이 보기
- 주오 구조선
- 판 구조론 : 북아메리카 판 - 유라시아 판
- 동일본 - 서일본